# قطعنامه ۱۵۸۱ شورای امنیت
قطعنامه ۱۵۸۱ شورای امنیت سازمان ملل متحد که در تاریخ ۲۲ دسامبر ۲۰۰۴ تصویب شد، سندی بین‌المللی دربارهٔ بررسی وضعیت در گینه بیسائو است. این قطعنامه طی نشست ۵۱۰۷ام با ۱۵ رای موافق، ۰ مخالف و ۰ ممتنع تصویب شد.